# Sumedho

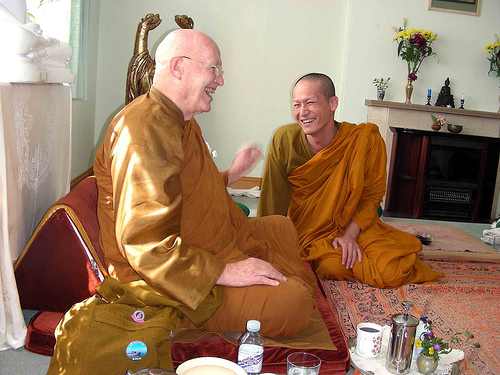
Ajahn Sumedho

Ajahn Sumedho (* 1934 in Seattle, Washington als Robert Jackman) ist ein US-amerikanischer Autor und spiritueller Lehrer. Er war von 1984 bis 2010 Abt des Klosters Amaravati in Hemel Hempstead. Er lehrt den buddhistischen Zweig des Theravada in der Waldtradition. Ajahn bedeutet Lehrer.
Der Ajahn Sumedho wurde als Robert Jackman im US-Bundesstaat Washington geboren. Während des Koreakriegs (1950–1953) diente er vier Jahre lang als Sanitäter bei der US Navy. Er erwarb an der University of Washington den Bachelor der Sinologie, 1963 den Master. Danach arbeitete er ein Jahr lang als Sozialarbeiter für das Rote Kreuz. Von 1964 bis 1966 unterrichtete er die Englische Sprache auf Borneo für das Peace Corps.
Im Juni 1966 begab er sich als Novize in das Kloster Wat Sri Saket in Thailand und wurde im Mai 1967 Mönch. Er folgte den Lehren des Ajahn Chah, des Meisters der Meditation im Kloster Wat Pah Pong. 1973 unternahm er eine Pilgerreise nach Indien. 1975 gründete er das internationale Waldkloster Wat Pah Nanachat in Thailand, in dem in englischer Sprache gelehrt wird. 1977 besuchte er zusammen mit Ajahn Chah England und wurde von ihm beauftragt, auch dort ein Kloster zu gründen.
Der English Sangha Trust stellte Ajahn Sumedho zunächst seine Einrichtung in Hampstead zur Verfügung. 1979 erwarb er das heutige Cittaviveka in West Sussex. Von dort aus folgten weitere Klostergründungen in Northumberland, Devon, Kalifornien, Neuseeland, Schweiz (Dhammapala) und Italien. Im August 1984 wurde das Amaravati Buddhist Centre in Hertfordshire eröffnet, in dem der Ajahn Sumedho, der für seinen Humor bekannt ist, heute lebt. Bemerkenswert ist auch die durch ihn autorisierte Ordination von Siladara (Zehn Gelübde Nonnen) und die Schaffung eines im Theravada außergewöhnlichen Nonnenklosters.